# Praza.gal
Praza.gal és un diari digital en gallec que va començar a editar-se l'1 de febrer de 2012. És propietat de la Fundación Praza Pública. Es va presentar el 31 de gener de 2012 al Museu del Poble Gallec, a Santiago de Compostel·la, on se'n va presentar la línia editorial i la transparència, tant en gestió econòmica com informativa.